# Damofilo
Damofilo (in greco antico: Δαμόϕιλος?, Damóphilos; ... – dopo il 493 a.C.) è stato un pittore e scultore greco antico.

## Biografia
Secondo una notizia di Plinio il Vecchio Damofilo decorò in pittura e in terracotta il Tempio di Cerere fondato da Spurio Cassio nel 493 a.C. vicino al Circo Massimo, contribuendo ad importare nella Roma antica la pittura greca. Plinio è, peraltro, l'unica fonte a parlarci di lui e del suo collega Gorgasos come pittori e plasticatori di quest'unica opera, di cui non ci resta nulla.
Damofilo fu responsabile della decorazione del lato occidentale del tempio e durante i lavori i precedenti rilievi decorativi etruschi furono rimossi, incorniciati e riciclati. Damofilo e Gorgaso lavorarono nello stile greco, creando acroteri in terracotta e dipinti murali, forse nel tipico stile magnogreco, se si accetta che furono «chiamati a Roma forse dalla Reggio del messeno Anassilao per decorare il tempio della triade aventina».